# Arnold (hrabstwo Mendocino)
Arnold – obszar niemunicypalny w hrabstwie Mendocino, w Kalifornii (Stany Zjednoczone), na wysokości 372 m. Znajduje się przy drodze U.S. Route 101, nad rzeką Outlet Creek.